# 明石競馬場
明石競馬場（あかしけいばじょう）は、兵庫県明石郡林崎村と同郡大久保村（いずれも現・明石市）に存在した競馬場である。1939年（昭和14年）廃止。

## 歴史
1927年（昭和2年）に地方競馬規則が公布され、兵庫県に地方競馬場の設置許可が下りたことから、明石郡（現・明石市）に1周1000 mの馬場を擁する競馬場を設置した。これが明石競馬場で、1928年（昭和3年）5月13日より開催した。
土地・建物は山陽電気鉄道の所有で、藤江駅の前に競馬場があったこともあってか来場者が多く、開催成績は良好であった。
しかし、1939年（昭和14年）の軍馬資源保護法により、兵庫県内で鍛錬馬競走を行うための競馬場として園田競馬場が指定されたため、明石競馬場は廃止されることとなり、1938年（昭和13年）秋季開催を最後に姿を消した。

## 現況
跡地は住宅用地に転用された。現在でもカーブを描いた道路がコースの、ロータリーがパドックの名残をとどめている。